# VB Vágur
Le VB Vágur est un club de handball féminin féroïen basé à Vágur. Une section football existait jusqu'en 2010

## Section handball

### Palmarès de l'équipe féminine de handball
- Championnat des Îles Féroé de handball féminin[2]
  - Champion : 1950, 2003 et 2005

- Coupe des Îles Féroé de handball féminin[3]
  - Vainqueur : 1993 et 2003
  - Finaliste : 1991, 2000, 2001 2004, et 2007

## Section football disparue

### Historique de la section football
- 1905 : fondation du club sous le nom de VB Vágur
- 1994 : fusion avec le SÍ Sumba en VB/Sumba Vágur
- 1995 : révocation de la fusion, le club est renommé VB Vágur
- 2001 : 1re participation à une Coupe d'Europe (C1, saison 2001/02)
- 2006 : fusion avec le Sumba IF en VB/Sumba
- 2010 : la section football devient le FC Suðuroy

### Palmarès
- Championnat des îles Féroé de football
  - Champion : 2000

- Coupe des îles Féroé de football
  - Vainqueur : 1974
  - Finaliste : 1956, 1977, 1997